# Куцевич Володимир Адамович
Володимир Адамович Куцевич (8 березня 1917, Лутище — 6 січня 2012, Київ) — радянський і український архітектор, графік, живописець, скульптор.

## Біографія
Володимир Адамович Куцевич народився 8 березня 1917 року в селі Лутище (нині в Охтирському районі Сумської області).
У 1945 році вступив до Союзу архітекторів України. Воював на фронтах Німецько-радянської війни.
У 1944 році закінчив Харківський інститут інженерів комунального будівництва (ХІІКБ) у складі ХУККХ.
З 1944 по 1963 рік працював архітектором в інституті проектування міст «Діпромісто». У 1950-ті роки в колективі архітектора Йосипа Каракіса спільно з інженером Гергієм Тер-Арутюнянцем проектував галерейні будинки, які були реалізовані зокрема в Дніпропетровську. Після створення КиївЗНДІЕП перейшов до нього, де працював до 1970 року.
Крім архітектури Володимир Адамович займався малюванням, живописом, створював скульптури з глини, дерева, глини та гіпсу. Зокрема, у 1980-ті роки їздив на Русанівські сади на дачу архітектора В. Каракіса і виконав з гіпсу його бюст.
Помер 6 січня 2012 року в Києві.

## Проекти
- Будинок Рад у Хмельницькому;

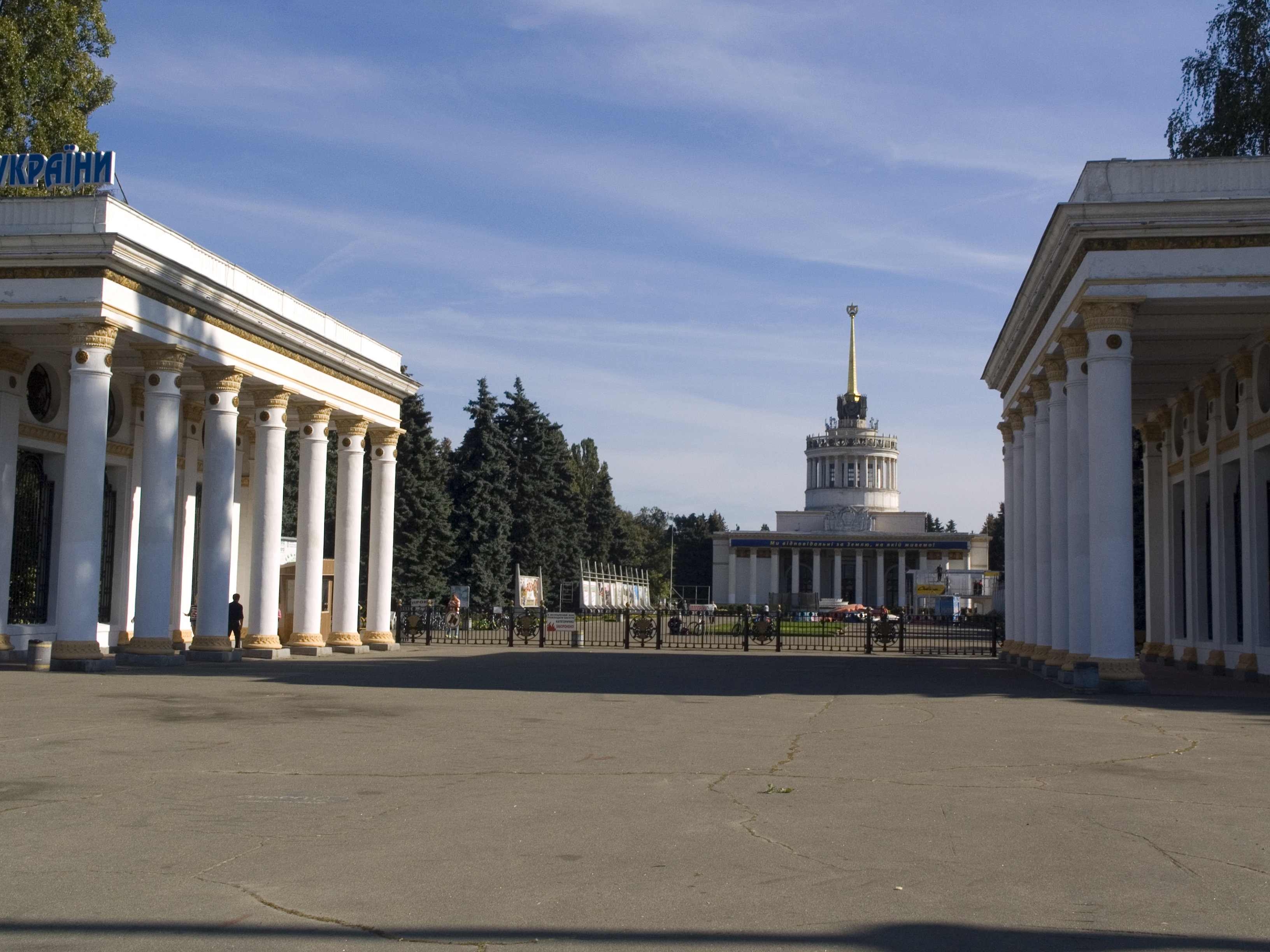
Головний вхід ВДНГ України, зпроектований В.Куцевичем

- Комплекс будівель та споруд центрального входу Виставки досягнень народного господарства України в Києві;
- Житлові будинки в Дніпропетровську;
- Генеральний план Запоріжжя (1944—1950; участь);
- Генеральний план Сталіно (1944—1950; участь);
- Генеральний план Тернополя (1944—1950; участь);
- Генеральний план Маріуполя (1944—1950; участь);
- Генеральний план Херсона (1944—1950; участь);
- Генеральний план смт Великий Березний (1948—1949; участь);
- Генеральний план Воловця (1948—1949; участь);
- Генеральний план Рахова (1948—1949; участь);
- Генеральний план Хуста (1948—1949; участь);
- Будівля інженерної лабораторії і комплексу геофізики в Києві (1964—1967);
- Дитячий садок у селі Майське в Криму (1968);
- Дитячий садок у Ташкенті (1969);
- Похоронні будинки в Донецьку, Житомирі, Чернівцях, Рівному, Вінниці та Дніпропетровську (1972—1978);
- Ряд корпусів газопостачання в Ялті (1984—1990);
- Ряд корпусів «Полтаватеплоенерго» (1989—1993);
- Науково-дослідний інститут буряківництва в Києві (1990—1992);
- Церква в селі Морозівка (1996—1997);
- Станція газопостачання і побутових приміщень корпусу в Кривому Розі (1995—1996);
- Реконструкція центру села Лутище (1999—2005).

## Участь у виставках
- Учасник всеукраїнської виставки у 1950 році;
- Учасник персональної виставки в Києві в 2000 році.

## Родина
- Донька — Валентина Володимирівна Куцевич (нар. 7 лютого 1942, Шубар-Кудук) — художник-живописець, закінчила КДХІ (1965) та аспірантуру Академії мистецтв СРСР (1973). Отримала срібну медаль Російської Академії мистецтв" (2005)[2].

- Онука — Яна Борисівна Бистрова (нар. 31 березня 1966, Київ) — художник.

- Син — Куцевич Вадим Володимирович (нар. 22 серпня 1944 року, Харків) — архітектор, доктор архітектури, професор, керівник науково-дослідного архітектурного центру ПАТ «КиївЗНДІЕП», академік Української академії архітектури.